# Dotta (vlinder)
Dotta is een Afrotropisch geslacht van vlinders van de familie van de dikkopjes (Hesperiidae), uit de onderfamilie van de Hesperiinae.

## Soorten
- D. callicles (Hewitson, 1868)
- D. stellata (Mabille, 1891)
- D. tura (Evans, 1951)